# 阿部よしつぐ
阿部 よしつぐ（あべ よしつぐ、1979年5月17日 - ）は、日本の俳優。東京都出身。

## 来歴
高校卒業後、TSミュージカルファンデーション・基礎科に入学。2016年劇団四季に入団。「ジーザス・クライスト＝スーパースター」ヘロデ王役、「アラジン」イアーゴ役、「リトルマーメイド」シェフ・ルイ役等を経て、「ノートルダムの鐘」初演にてクロパン役に抜擢。その後、「アナと雪の女王」オーケン役も経験し、2021年12月31日付けで7年間所属した劇団四季を退団した。

## 人物
血液型はO型。身長172cm、体重55kg。趣味は、オーガニックカフェめぐり、温泉めぐり。

## 出演

### 舞台
- 『レ・ミゼラブル』(2011年) - アンジョルラス役
- ジキル&ハイド
- ミュージカル『テニスの王子様』 - 河村隆 役
  - ミュージカル『テニスの王子様』（2003年4月30日 - 5月5日、東京芸術劇場）[1]
  - ミュージカル『テニスの王子様』 Remarkable 1st Match（2003年12月30日・31日、ゆうぽうと簡易保険ホール / 2004年1月3日・4日・5日、メルパルクホール）[2]
  - ミュージカル『テニスの王子様』コンサート Dream Live 1st（2004年6月13日、東京体育館）[3]
  - ミュージカル『テニスの王子様』 IN WINTER 2004-2005 SIDE 不動峰〜special match〜（2004年12月29日 - 2005年1月2日、東京芸術劇場）[4]
- 甘ったれ末っ子たちの夏バテ!?
- コンプレックス パーティ
- Joint Live in 蟻ん子
- 砂の戦士たち
- ミス・サイゴン
- モーニングタウン
- ミュージカル『ファントム』
- エンタテイメント・ショーCLUB SEVEN 5th stage!
- ミュージカル『アプローズ』
- ミュージカル『ドロウジー・シャペロン』
- ミュージカル『シラノ』
- ミュージカル『ジェーン・エア』
- 東京會舘　ソロディナーショー（2009年12月）
- 『宇宙劇　ウレシパモシリ』（2014年5月17日 - 2014年6月15日）
- 劇団四季『クレイジーフォーユー』（2015年） - ミンゴ 役
- ミュージカル『青春-AOHARU-鉄道』（2015年11月18日 - 23日、全労済ホール スペース・ゼロ） - 有楽町線 役[5]
- 劇団四季『ノートルダムの鐘』(2016年) - クロパン 役 【日本公演初演キャスト】
- 劇団四季『リトルマーメイド』- シェフ・ルイ 役
- 劇団四季『ジーザス・クライスト・スーパースターエルサレムバージョン』- アンナス 役、ヘロデ王 役
- 劇団四季『アラジン』 - イアーゴ 役
- 劇団四季『アナと雪の女王』 - オーケン役
- ミュージカル座『ひめゆり』（2022年7月8日 - 15日、戸田市文化会館大ホール / 2024年4月4日 - 7日、シアター1010）滝軍曹 役[6][7]
- 1人 de 演劇フェスティバル『ノートルダムの除夜の鐘』（2022年7月23日、北沢タウンホール）[8]